# Airlines PNG

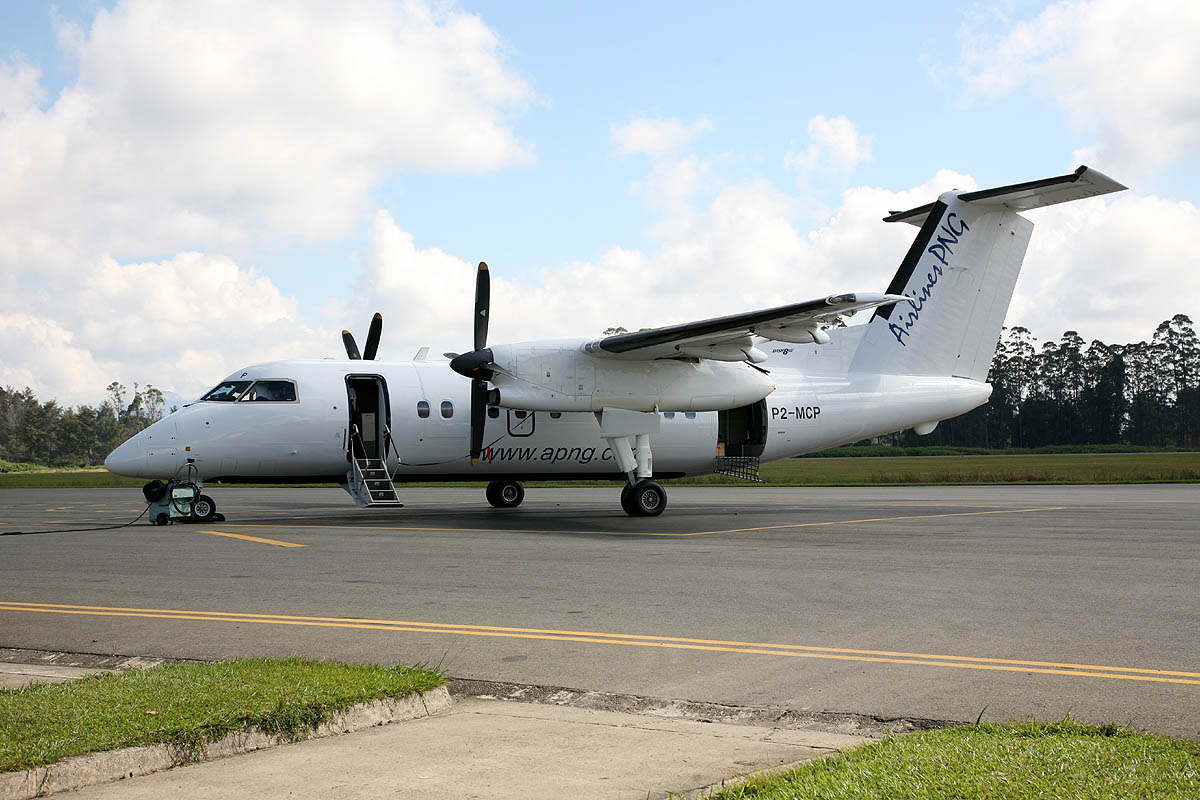
De Havilland Dash-8 Series 100 авиакомпании Airlines PNG (регистрационный номер P2-MCP) в аэропорту Маунт-Хаген

Airlines PNG — региональная авиакомпания со штаб-квартирой в городе Порт-Морсби, Папуа — Новая Гвинея.
Компания работает на рынке регулярных, грузовых и чартерных авиаперевозок, выполняя рейсы как в пределах страны, так и на международных направлениях. Аббревиатура «PNG» составлена из первых букв названия страны «Папуа — Новая Гвинея».
Базовым аэропортом Airlines PNG и её главным транзитным узлом (хабом) является Международный аэропорт Джексон в городе Порт-Морсби.

## История
Авиакомпания Airlines PNG была образована и начала выполнение чартерных грузовых перевозок в 1987 году под первоначальным названием Milne Bay Air. В сентябре 1992 года компания получила лицензию на пассажирские перевозки, а в марте 1997 года — лицензию на выполнение регулярных рейсов как внутри страны, так и за её пределами. Штаб-квартира авиакомпания размещается в Порт-Морсби, вспомогательные офисы находятся в австралийских городах Кэрнс и Брисбен, при этом подразделения в Австралии насчитывают около 600 сотрудников.
Airlines PNG разместила свои акции на фондовой бирже Порт-Морсби, в результате став второй по объёму капитализации авиакомпанией Папуа — Новой Гвинеи.

## Маршрутная сеть
По состоянию на июль 2009 года авиакомпания Airlines PNG выполняла регулярные пассажирские перевозки по следующим направлениям:

### Папуа — Новая Гвинея
- Алотау (GUR) — Аэропорт Гурни
- Аваба (AWB) — Аэропорт Аваба
- Беймуру (VMU) — Аэропорт Беймуру
- Балимо (OPU) — Аэропорт Балимо
- Боссет (BOT) — Аэропорт Боссет
- Дару (DAU) — Аэропорт Дару
- Эфоги (EFG) — Аэропорт Эфоги
- Фейн (FNE) — Аэропорт Фейн
- Итокама (ITK) — Аэропорт Итокама
- Каги (KGW) — Аэропорт Каги
- Керема (KMA) — Аэропорт Керема
- Кикори (KRI) — Аэропорт Кикори
- Киунга (UNG) — Аэропорт Киунга
- Кокода (KKD) — Аэропорт Кокода
- Лаэ (LAE) — Аэропорт Лаэ
- Лейк-Мюррей (LMY) — Аэропорт Лейк-Мюррей
- Лосуя (LSA) — Аэропорт Лосуя
- Манари (MRM) — Аэропорт Манари
- Милеи (MMV) — Аэропорт Милеи
- Мисима-Айленд (MIS) — Аэропорт Мисима-Айленд
- Моро (MXH) — Аэропорт Моро
- Маунт-Хаген (HGU) — Аэропорт Маунт-Хаген
- Обо (OBX) — Аэропорт Обо
- Ононге (ONB) — Аэропорт Ононге
- Порт-Морсби (POM) — Международный аэропорт Порт-Морсби хаб
- Сасереми (SGK) — Аэропорт Сасереми
- Суки (SKC) — Аэропорт Суки
- Табубил (TBG) — Аэропорт Табубил
- Тапини (TPI) — Аэропорт Тапини
- Туфи (TFI) — Аэропорт Туфи
- Вабо (WAO) — Аэропорт Вабо
- Ванигела (AGL) — Аэропорт Ванигела
- Випим (WPM) — Аэропорт Випим
- Войтапе (WTP) — Аэропорт Войтапе

### Австралия
- Брисбен (BNE) — Аэропорт Брисбен (Pacific Blue Airlines)
- Кэрнс (CNE) — Международный аэропорт Кэрнс

## Флот
По состоянию на январь 2010 года воздушный флот авиакомпании Airlines PNG составляли следующие самолёты:
- 1 Boeing 737-300 (аренда)[3]
- 8 de Havilland Canada DHC Dash 8-100
- 7 de Havilland Canada DHC-6-300 Twin Otter

### Выведенные из эксплуатации
- в августе 2006 года[4] :
  - 1 Cessna 550 Citation II
- в январе 2005 года:
  - 1 Beechcraft King Air 200

## Авиапроисшествия и несчастные случаи
- 15 декабря 1992 года. Самолёт Britten-Norman Islander врезался в горный массив вблизи города Алотау, Папуа — Новая Гвинея. Погибли все шесть человек, находившихся на борту[5].
- 12 июля 1995 года. Лайнер de Havilland Canada DHC-6 Twin Otter взорвался в воздухе вскоре после взлёта из аэропорта Дагура, погибло 13 человек[5].
- 11 мая 1996 года. Самолёт Britten-Norman Islander вылетел из небольшого аэропорта Оумба, расположенного в окружённой высокими горами долине. Пилот пытался выполнить разворот на 180 градусов, в результате чего самолёт задел деревья и рухнул на землю. Погиб один пассажир[5].
- 9 июля 1996 года. При подходе к аэропорту Менди в облачную погоду de Havilland Canada DHC-6 Twin Otter столкнулся с горой, погибли все 20 человек на борту[5].
- 29 июля 2004 года. de Havilland Canada DHC-6 Twin Otter разбился при заходе на посадку в аэропорту Ононге, двое погибших. Основной причиной катастрофы названы сложные метеоусловия[6].
- 11 августа 2009 года, рейс CG4684. При выполнении захода на второй круг в аэропорту Кокода в облачную погоду пилот самолёта de Havilland Canada DHC-6 Twin Otter допустил ошибку, в результате которой лайнер врезался в гору на высоте 1676 метров над уровнем моря. Погибло 13 человек[6].
- 13 октября 2011 года. При снижении пилотами был активирован бета-режим двигателей, который увеличил скорость вращения винтов до запредельных значений. При аварийной посадке погибло 28 человек, 4 было ранено[7].